# Кашкансу
Кашкансу — бывший залив в восточной части Аральского моря. Находится в южной стороне дельты Сырдарьи, на территории Аральского района Кызылординской области. Ширина у выхода в море 7 км, площадь 160 км², ширина северо-западного берега 5 м. Восточная часть изборождена старой дельтой Сырдарьи. На песочном побережье растёт камыш и низкорослый кустарник. В связи с засыханием Арала окрестности Кашкансу постепенно превратились в пустынную местность.
В советское время на северном берегу залива находилось поселение Жуанбалык.